# (2786) Grinevia
(2786) Grinevia (1978 RR5; 1972 GZ1; 1976 GP1; 1978 TD; 1978 UE2) ist ein ungefähr zehn Kilometer großer Asteroid des mittleren Hauptgürtels, der am 6. September 1978 vom russischen (damals: Sowjetunion) Astronomen Nikolai Stepanowitsch Tschernych am Krim-Observatorium (Zweigstelle Nautschnyj) auf der Halbinsel Krim (IAU-Code 095) entdeckt wurde. Er gehört zur Eunomia-Familie, einer Gruppe von Asteroiden, die nach (15) Eunomia benannt ist.

## Benennung
(2786) Grinevia wurde nach dem Schriftsteller Alexander Grin (1880–1932) aus dem Russischen Kaiserreich, der Provisorischen Regierung, der Russischen Sozialistischen Föderativen Sowjetrepublik und der Sowjetunion benannt.